# Arena Carioca 2
L'Carioca Arena 2 és un estadi cobert situat a Barra da Tijuca, a la zona oest de Rio de Janeiro, al Brasil. L'emplaçament va ser seu de les competicions de judo i de lluita dels Jocs Olímpics de 2016, així com de la competició de boccia dels Jocs Paralímpics d'aquell mateix any. Així com amb d'altres equipaments situats al Barra Olympic Park, l'Arena Carioca 2 serà transformat després dels Jocs, per convertir-se en part del Centre Olímpic d'Entrenament.